# Masters Finals 2015 (badminton)
Les Super Series Finals 2015, ou 2015 BWF Super Series Finals, ou Finales des Super Series 2015 en français, sont un tournoi de badminton professionnel qui s'est déroulé du 9 au 13 décembre 2015 à Dubai aux Émirats arabes unis. Il s'agit de la compétition finale des tournois Super Series de la saison 2015.

## Format de la compétition
Sont qualifiés pour les Masters Finals 2015 les 8 joueurs et les 8 paires qui ont marqué le plus grand nombre de points sur le circuit Super Series sur l'année 2015 dans la limite de deux joueurs ou paires par nation pour chaque tableau. Pour l'édition 2015, les champions du monde sont automatiquement qualifiés. Cette nouvelle règle profite à la paire de double dames chinoises Tian Qing/Zhao Yunlei qui se qualifie malgré son treizième rang au classement Super Series.
Pour chaque tableau, les 8 joueurs ou paires sont répartis en deux groupes de 4 dans lesquels chaque joueur ou paire affronte les trois autres. Les joueurs marquent 1 point pour une victoire et 0 pour une défaite. Les deux premiers de chaque groupe sont qualifiés pour le tableau final à élimination directe (demi-finale puis finale). En cas d'égalité entre deux joueurs ou deux paires, c'est le score de leur confrontation directe qui détermine leur position dans le classement. En cas d'égalité entre plus de deux joueurs ou paires, leur position dans le classement est déterminée par, dans l'ordre, la différence entre les sets gagnés et perdus puis éventuellement la différence entre les points gagnés et perdus.

## Forfaits
Lin Dan en simple hommes et la paire de double dames japonaise Reika Kakiiwa/Miyuki Maeda ont déclaré forfait pour le tournoi. Ils sont remplacés dans leurs tableaux respectifs par Tian Houwei et la paire Naoko Fukuman/Kurumi Yonao.

## Palmarès
|               | Vainqueurs                     | Finalistes                              |
| Simple Hommes | Kento Momota                   | Viktor Axelsen                          |
| Simple Dames  | Nozomi Okuhara                 | Wang Yihan                              |
| Double Hommes | Mohammad Ahsan Hendra Setiawan | Chai Biao Hong Wei                      |
| Double Dames  | Luo Ying Luo Yu                | Christinna Pedersen Kamilla Rytter Juhl |
| Double Mixte  | Chris Adcock Gabrielle Adcock  | Ko Sung-hyun Kim Ha-na                  |

## Simple Hommes

### Têtes de Série
1. Chen Long
2. Kento Momota
3. Jan Ø. Jørgensen
4. Viktor Axelsen

### Groupe A
| Athlète          | Pts | J | G | P | S+ | S- | P+  | P-  |
| ---------------- | --- | - | - | - | -- | -- | --- | --- |
| Chen Long        | 3   | 3 | 3 | 0 | 6  | 0  | 126 | 86  |
| Jan Ø. Jørgensen | 2   | 3 | 2 | 1 | 4  | 2  | 117 | 106 |
| Tian Houwei      | 1   | 3 | 1 | 2 | 2  | 4  | 101 | 113 |
| Hu Yun           | 0   | 3 | 0 | 3 | 0  | 6  | 89  | 128 |

| Date   |                  | Score |                  | Set 1 | Set 2 | Set 3 |
| ------ | ---------------- | ----- | ---------------- | ----- | ----- | ----- |
| 9 Déc  | Chen Long        | 2-0   | Tian Houwei      | 21-13 | 21-13 |       |
| 9 Déc  | Jan Ø. Jørgensen | 2-0   | Hu Yun           | 21-10 | 23-21 |       |
| 10 Déc | Jan Ø. Jørgensen | 2-0   | Tian Houwei      | 21-17 | 21-16 |       |
| 10 Déc | Chen Long        | 2-0   | Hu Yun           | 21-17 | 21-12 |       |
| 11 Déc | Chen Long        | 2-0   | Jan Ø. Jørgensen | 21-14 | 21-17 |       |
| 11 Déc | Tian Houwei      | 2-0   | Hu Yun           | 21-19 | 21-10 |       |

### Groupe B
| Athlète          | Pts | J | G | P | S+ | S- | P+  | P-  |
| ---------------- | --- | - | - | - | -- | -- | --- | --- |
| Kento Momota     | 3   | 3 | 3 | 0 | 6  | 1  | 145 | 111 |
| Viktor Axelsen   | 2   | 3 | 2 | 1 | 5  | 2  | 135 | 116 |
| Chou Tien-chen   | 1   | 3 | 1 | 2 | 2  | 4  | 100 | 114 |
| Srikanth Kidambi | 0   | 3 | 0 | 3 | 0  | 6  | 87  | 126 |

| Date   |                | Score |                  | Set 1 | Set 2 | Set 3 |
| ------ | -------------- | ----- | ---------------- | ----- | ----- | ----- |
| 9 Déc  | Viktor Axelsen | 2-0   | Chou Tien-chen   | 21-8  | 21-16 |       |
| 9 Déc  | Kento Momota   | 2-0   | Srikanth Kidambi | 21-13 | 21-13 |       |
| 10 Déc | Kento Momota   | 2-0   | Chou Tien-chen   | 21-15 | 21-19 |       |
| 10 Déc | Viktor Axelsen | 2-0   | Srikanth Kidambi | 21-13 | 21-18 |       |
| 11 Déc | Kento Momota   | 2-1   | Viktor Axelsen   | 19-21 | 21-15 | 21-15 |
| 11 Déc | Chou Tien-chen | 2-0   | Srikanth Kidambi | 21-17 | 21-13 |       |

### Tableau final
|  |                  |            |              |            |                |     |    |        |        |        |        |        |
|  | 1/2 finale       | 1/2 finale | 1/2 finale   | 1/2 finale | 1/2 finale     |     |    | Finale | Finale | Finale | Finale | Finale |
|  |                  |            |              |            |                |     |    |        |        |        |        |        |
|  |                  |            |              |            |                |     |    |        |        |        |        |        |
|  | Chen Long        | (1)        | 12           | 17         |                |     |    |        |        |        |        |        |
|  | Chen Long        | (1)        | 12           | 17         |                |     |    |        |        |        |        |        |
|  | Viktor Axelsen   | (4)        | 21           | 21         |                |     |    |        |        |        |        |        |
|  | Viktor Axelsen   | (4)        | 21           | 21         | Viktor Axelsen | (4) | 15 | 12     |        |        |        |        |
|  |                  |            |              |            |                | (4) | 15 | 12     |        |        |        |        |
|  |                  |            | Kento Momota | (2)        | 21             | 21  |    |        |        |        |        |        |
|  | Jan Ø. Jørgensen | (3)        | Kento Momota | (2)        | 21             | 21  | 19 | 18     |        |        |        |        |
|  | Jan Ø. Jørgensen | (3)        |              |            |                |     | 19 | 18     |        |        |        |        |
|  | Kento Momota     | (2)        | 21           | 21         |                |     |    |        |        |        |        |        |
|  | Kento Momota     | (2)        | 21           | 21         |                |     |    |        |        |        |        |        |

## Simple Dames

### Têtes de Série
1. Carolina Marín
2. Wang Shixian
3. Wang Yihan
4. Nozomi Okuhara

### Groupe A
| Athlète        | Pts | J | G | P | S+ | S- | P+  | P-  |
| -------------- | --- | - | - | - | -- | -- | --- | --- |
| Nozomi Okuhara | 3   | 3 | 3 | 0 | 6  | 0  | 126 | 71  |
| Carolina Marín | 1   | 3 | 1 | 2 | 3  | 4  | 120 | 120 |
| Saina Nehwal   | 1   | 3 | 1 | 2 | 3  | 5  | 126 | 154 |
| Tai Tzu-ying   | 1   | 3 | 1 | 2 | 2  | 5  | 110 | 137 |

| Date   |                | Score |                | Set 1 | Set 2 | Set 3 |
| ------ | -------------- | ----- | -------------- | ----- | ----- | ----- |
| 9 Déc  | Nozomi Okuhara | 2-0   | Saina Nehwal   | 21-14 | 21-6  |       |
| 9 Déc  | Carolina Marín | 2-0   | Tai Tzu-ying   | 21-16 | 21-9  |       |
| 10 Déc | Carolina Marín | 1-2   | Saina Nehwal   | 21-23 | 21-9  | 12-21 |
| 10 Déc | Nozomi Okuhara | 2-0   | Tai Tzu-ying   | 21-11 | 21-16 |       |
| 11 Déc | Carolina Marín | 0-2   | Nozomi Okuhara | 9-21  | 15-21 |       |
| 11 Déc | Saina Nehwal   | 1-2   | Tai Tzu-ying   | 21-16 | 18-21 | 14-21 |

### Groupe B
| Athlète           | Pts | J | G | P | S+ | S- | P+  | P-  |
| ----------------- | --- | - | - | - | -- | -- | --- | --- |
| Wang Yihan        | 2   | 3 | 2 | 1 | 4  | 4  | 141 | 146 |
| Ratchanok Intanon | 2   | 3 | 2 | 1 | 5  | 3  | 156 | 150 |
| Wang Shixian      | 1   | 3 | 1 | 2 | 3  | 5  | 142 | 156 |
| Sung Ji-hyun      | 1   | 3 | 1 | 2 | 4  | 4  | 157 | 144 |

| Date   |                   | Score |                   | Set 1 | Set 2 | Set 3 |
| ------ | ----------------- | ----- | ----------------- | ----- | ----- | ----- |
| 9 Déc  | Wang Shixian      | 1-2   | Wang Yihan        | 19-21 | 21-13 | 13-21 |
| 9 Déc  | Ratchanok Intanon | 2-1   | Sung Ji-hyun      | 19-21 | 23-21 | 21-14 |
| 10 Déc | Wang Yihan        | 2-1   | Ratchanok Intanon | 19-21 | 21-19 | 21-11 |
| 10 Déc | Wang Shixian      | 2-1   | Sung Ji-hyun      | 21-19 | 14-21 | 21-19 |
| 11 Déc | Wang Shixian      | 0-2   | Ratchanok Intanon | 14-21 | 19-21 |       |
| 11 Déc | Wang Yihan        | 0-2   | Sung Ji-hyun      | 14-21 | 11-21 |       |

### Tableau final
|  |                   |            |            |            |                |     |    |        |        |        |        |        |
|  | 1/2 finale        | 1/2 finale | 1/2 finale | 1/2 finale | 1/2 finale     |     |    | Finale | Finale | Finale | Finale | Finale |
|  |                   |            |            |            |                |     |    |        |        |        |        |        |
|  |                   |            |            |            |                |     |    |        |        |        |        |        |
|  | Nozomi Okuhara    | (4)        | 21         | 21         |                |     |    |        |        |        |        |        |
|  | Nozomi Okuhara    | (4)        | 21         | 21         |                |     |    |        |        |        |        |        |
|  | Carolina Marín    | (1)        | 11         | 12         |                |     |    |        |        |        |        |        |
|  | Carolina Marín    | (1)        | 11         | 12         | Nozomi Okuhara | (4) | 22 | 21     |        |        |        |        |
|  |                   |            |            |            |                | (4) | 22 | 21     |        |        |        |        |
|  |                   |            | Wang Yihan | (3)        | 20             | 18  |    |        |        |        |        |        |
|  | Ratchanok Intanon |            | Wang Yihan | (3)        | 20             | 18  | 12 | 12     |        |        |        |        |
|  | Ratchanok Intanon |            |            |            |                |     | 12 | 12     |        |        |        |        |
|  | Wang Yihan        | (3)        | 21         | 21         |                |     |    |        |        |        |        |        |
|  | Wang Yihan        | (3)        | 21         | 21         |                |     |    |        |        |        |        |        |

## Double Hommes

### Têtes de Série
1. Lee Yong-dae / Yoo Yeon-seong
2. Mathias Boe / Carsten Mogensen
3. Hiroyuki Endo / Kenichi Hayakawa
4. Chai Biao / Hong Wei

### Groupe A
| Athlètes                       | Pts | J | G | P | S+ | S- | P+  | P-  |
| ------------------------------ | --- | - | - | - | -- | -- | --- | --- |
| Lee Yong-dae Yoo Yeon-seong    | 3   | 3 | 3 | 0 | 6  | 1  | 142 | 102 |
| Mohammad Ahsan Hendra Setiawan | 2   | 3 | 2 | 1 | 4  | 2  | 113 | 108 |
| Fu Haifeng Zhang Nan           | 1   | 3 | 1 | 2 | 3  | 5  | 131 | 155 |
| Hiroyuki Endo Kenichi Hayakawa | 0   | 3 | 0 | 3 | 1  | 6  | 121 | 142 |

| Date   |                                | Score |                                | Set 1 | Set 2 | Set 3 |
| ------ | ------------------------------ | ----- | ------------------------------ | ----- | ----- | ----- |
| 9 Déc  | Hiroyuki Endo Kenichi Hayakawa | 0-2   | Mohammad Ahsan Hendra Setiawan | 17-21 | 19-21 |       |
| 9 Déc  | Lee Yong-dae Yoo Yeon-seong    | 2-1   | Fu Haifeng Zhang Nan           | 16-21 | 21-10 | 21-12 |
| 10 Déc | Lee Yong-dae Yoo Yeon-seong    | 2-0   | Mohammad Ahsan Hendra Setiawan | 21-19 | 21-10 |       |
| 10 Déc | Hiroyuki Endo Kenichi Hayakawa | 1-2   | Fu Haifeng Zhang Nan           | 18-21 | 21-16 | 16-21 |
| 11 Déc | Lee Yong-dae Yoo Yeon-seong    | 2-0   | Hiroyuki Endo Kenichi Hayakawa | 21-18 | 21-12 |       |
| 11 Déc | Mohammad Ahsan Hendra Setiawan | 2-0   | Fu Haifeng Zhang Nan           | 21-14 | 21-16 |       |

### Groupe B
| Athlètes                                 | Pts | J | G | P | S+ | S- | P+  | P-  |
| ---------------------------------------- | --- | - | - | - | -- | -- | --- | --- |
| Mathias Boe Carsten Mogensen             | 3   | 3 | 3 | 0 | 6  | 2  | 160 | 145 |
| Chai Biao Hong Wei                       | 2   | 3 | 2 | 1 | 4  | 4  | 151 | 147 |
| Mads Conrad-Petersen Mads Pieler Kolding | 1   | 3 | 1 | 2 | 4  | 5  | 154 | 171 |
| Kim Gi-jung Kim Sa-rang                  | 0   | 3 | 0 | 3 | 3  | 6  | 166 | 168 |

| Date   |                              | Score |                                          | Set 1 | Set 2 | Set 3 |
| ------ | ---------------------------- | ----- | ---------------------------------------- | ----- | ----- | ----- |
| 9 Déc  | Chai Biao Hong Wei           | 2-1   | Kim Gi-jung Kim Sa-rang                  | 21-15 | 12-21 | 24-22 |
| 9 Déc  | Mathias Boe Carsten Mogensen | 2-1   | Mads Conrad-Petersen Mads Pieler Kolding | 18-21 | 21-16 | 21-17 |
| 10 Déc | Mathias Boe Carsten Mogensen | 2-1   | Kim Gi-jung Kim Sa-rang                  | 21-18 | 16-21 | 21-15 |
| 10 Déc | Chai Biao Hong Wei           | 2-1   | Mads Conrad-Petersen Mads Pieler Kolding | 15-21 | 21-13 | 21-13 |
| 11 Déc | Mathias Boe Carsten Mogensen | 2-0   | Chai Biao Hong Wei                       | 21-18 | 21-19 |       |
| 11 Déc | Kim Gi-jung Kim Sa-rang      | 1-2   | Mads Conrad-Petersen Mads Pieler Kolding | 21-11 | 19-21 | 14-21 |

### Tableau final
|  |                                |                                |                    |            |            |    |    |        |        |        |        |        |
|  | 1/2 finale                     | 1/2 finale                     | 1/2 finale         | 1/2 finale | 1/2 finale |    |    | Finale | Finale | Finale | Finale | Finale |
|  |                                |                                |                    |            |            |    |    |        |        |        |        |        |
|  |                                |                                |                    |            |            |    |    |        |        |        |        |        |
|  | Lee Yong-dae Yoo Yeon-seong    | (1)                            | 17                 | 24         | 15         |    |    |        |        |        |        |        |
|  | Lee Yong-dae Yoo Yeon-seong    | (1)                            | 17                 | 24         | 15         |    |    |        |        |        |        |        |
|  | Mohammad Ahsan Hendra Setiawan |                                | 21                 | 22         | 21         |    |    |        |        |        |        |        |
|  | Mohammad Ahsan Hendra Setiawan | Mohammad Ahsan Hendra Setiawan | 21                 | 22         | 21         |    | 13 | 21     | 21     |        |        |        |
|  |                                |                                |                    |            |            |    | 13 | 21     | 21     |        |        |        |
|  |                                |                                | Chai Biao Hong Wei | (4)        | 21         | 14 | 14 |        |        |        |        |        |
|  | Chai Biao Hong Wei             | (4)                            | Chai Biao Hong Wei | (4)        | 21         | 14 | 14 | 17     | 21     | 24     |        |        |
|  | Chai Biao Hong Wei             | (4)                            |                    |            |            |    |    | 17     | 21     | 24     |        |        |
|  | Mathias Boe Carsten Mogensen   | (2)                            | 21                 | 19         | 22         |    |    |        |        |        |        |        |
|  | Mathias Boe Carsten Mogensen   | (2)                            | 21                 | 19         | 22         |    |    |        |        |        |        |        |

## Double Dames

### Têtes de Série
1. Luo Ying / Luo Yu
2. Christinna Pedersen / Kamilla Rytter Juhl
3. Misaki Matsutomo / Ayaka Takahashi
4. Nitya Krishinda Maheswari / Greysia Polii

### Groupe A
| Athlètes                         | Pts | J | G | P | S+ | S- | P+  | P-  |
| -------------------------------- | --- | - | - | - | -- | -- | --- | --- |
| Misaki Matsutomo Ayaka Takahashi | 3   | 3 | 3 | 0 | 6  | 2  | 165 | 129 |
| Luo Ying Luo Yu                  | 2   | 3 | 2 | 1 | 5  | 2  | 133 | 119 |
| Naoko Fukuman Kurumi Yonao       | 1   | 3 | 1 | 2 | 2  | 5  | 129 | 133 |
| Chae Yoo-jung Kim So-yeong       | 0   | 3 | 0 | 3 | 2  | 6  | 113 | 159 |

| Date   |                                  | Score |                                  | Set 1 | Set 2 | Set 3 |
| ------ | -------------------------------- | ----- | -------------------------------- | ----- | ----- | ----- |
| 9 Déc  | Luo Ying Luo Yu                  | 2-0   | Chae Yoo-jung Kim So-yeong       | 21-11 | 21-10 |       |
| 9 Déc  | Misaki Matsutomo Ayaka Takahashi | 2-0   | Naoko Fukuman Kurumi Yonao       | 21-16 | 22-20 |       |
| 10 Déc | Misaki Matsutomo Ayaka Takahashi | 2-1   | Chae Yoo-jung Kim So-yeong       | 19-21 | 21-11 | 21-12 |
| 10 Déc | Luo Ying Luo Yu                  | 2-0   | Naoko Fukuman Kurumi Yonao       | 21-19 | 21-18 |       |
| 11 Déc | Luo Ying Luo Yu                  | 1-2   | Misaki Matsutomo Ayaka Takahashi | 21-19 | 18-21 | 10-21 |
| 11 Déc | Chae Yoo-jung Kim So-yeong       | 1-2   | Naoko Fukuman Kurumi Yonao       | 13-21 | 21-14 | 14-21 |

### Groupe B
| Athlètes                                | Pts | J | G | P | S+ | S- | P+ | P- |
| --------------------------------------- | --- | - | - | - | -- | -- | -- | -- |
| Nitya Krishinda Maheswari Greysia Polii | 2   | 2 | 2 | 0 | 4  | 0  | 84 | 60 |
| Christinna Pedersen Kamilla Rytter Juhl | 1   | 2 | 1 | 1 | 2  | 2  | 72 | 73 |
| Eefje Muskens Selena Piek               | 0   | 2 | 0 | 2 | 0  | 4  | 61 | 84 |
| Tian Qing Zhao Yunlei                   | 0   | 0 | 0 | 0 | 0  | 0  | 0  | 0  |

| Date   |                                         | Score   |                                         | Set 1 | Set 2 | Set 3 |
| ------ | --------------------------------------- | ------- | --------------------------------------- | ----- | ----- | ----- |
| 9 Déc  | Nitya Krishinda Maheswari Greysia Polii | 2-0     | Eefje Muskens Selena Piek               | 21-13 | 21-17 |       |
| 9 Déc  | Christinna Pedersen Kamilla Rytter Juhl | 1-2     | Tian Qing Zhao Yunlei                   | 21-16 | 7-21  | 20-22 |
| 10 Déc | Christinna Pedersen Kamilla Rytter Juhl | 2-0     | Eefje Muskens Selena Piek               | 21-15 | 21-16 |       |
| 10 Déc | Nitya Krishinda Maheswari Greysia Polii | 2-1     | Tian Qing Zhao Yunlei                   | 21-17 | 14-21 | 21-16 |
| 11 Déc | Christinna Pedersen Kamilla Rytter Juhl | 0-2     | Nitya Krishinda Maheswari Greysia Polii | 13-21 | 17-21 |       |
| 11 Déc | Eefje Muskens Selena Piek               | forfait | Tian Qing Zhao Yunlei                   |       |       |       |

### Tableau final
|  |                                         |            |                                         |            |                 |     |       |        |        |        |        |        |
|  | 1/2 finale                              | 1/2 finale | 1/2 finale                              | 1/2 finale | 1/2 finale      |     |       | Finale | Finale | Finale | Finale | Finale |
|  |                                         |            |                                         |            |                 |     |       |        |        |        |        |        |
|  |                                         |            |                                         |            |                 |     |       |        |        |        |        |        |
|  | Misaki Matsutomo Ayaka Takahashi        | (3)        | 19                                      | 19         |                 |     |       |        |        |        |        |        |
|  | Misaki Matsutomo Ayaka Takahashi        | (3)        | 19                                      | 19         |                 |     |       |        |        |        |        |        |
|  | Luo Ying Luo Yu                         | (1)        | 21                                      | 21         |                 |     |       |        |        |        |        |        |
|  | Luo Ying Luo Yu                         | (1)        | 21                                      | 21         | Luo Ying Luo Yu | (1) | 14    | 21     | 14     |        |        |        |
|  |                                         |            |                                         |            |                 | (1) | 14    | 21     | 14     |        |        |        |
|  |                                         |            | Christinna Pedersen Kamilla Rytter Juhl | (2)        | 21              | 9   | 4 ab. |        |        |        |        |        |
|  | Christinna Pedersen Kamilla Rytter Juhl | (2)        | Christinna Pedersen Kamilla Rytter Juhl | (2)        | 21              | 9   | 4 ab. | 21     | 21     |        |        |        |
|  | Christinna Pedersen Kamilla Rytter Juhl | (2)        |                                         |            |                 |     |       | 21     | 21     |        |        |        |
|  | Nitya Krishinda Maheswari Greysia Polii | (4)        | 17                                      | 12         |                 |     |       |        |        |        |        |        |
|  | Nitya Krishinda Maheswari Greysia Polii | (4)        | 17                                      | 12         |                 |     |       |        |        |        |        |        |

## Double Mixte

### Têtes de Série
1. Zhang Nan / Zhao Yunlei
2. Liu Cheng / Bao Yixin
3. Ko Sung-hyun / Kim Ha-na
4. Tontowi Ahmad / Liliyana Natsir

### Groupe A
| Athlètes                           | Pts | J | G | P | S+ | S- | P+  | P-  |
| ---------------------------------- | --- | - | - | - | -- | -- | --- | --- |
| Chris Adcock Gabrielle Adcock      | 2   | 2 | 2 | 0 | 4  | 2  | 120 | 113 |
| Lee Chun Hei Reginald Chau Hoi Wah | 1   | 2 | 1 | 1 | 3  | 2  | 101 | 89  |
| Tontowi Ahmad Liliyana Natsir      | 0   | 2 | 0 | 2 | 1  | 4  | 85  | 104 |
| Zhang Nan Zhao Yunlei              | 0   | 0 | 0 | 0 | 0  | 0  | 0   | 0   |

| Date   |                               | Score   |                                    | Set 1 | Set 2 | Set 3 |
| ------ | ----------------------------- | ------- | ---------------------------------- | ----- | ----- | ----- |
| 9 Déc  | Tontowi Ahmad Liliyana Natsir | 1-2     | Chris Adcock Gabrielle Adcock      | 21-17 | 11-21 | 22-24 |
| 9 Déc  | Zhang Nan Zhao Yunlei         | 0-2     | Lee Chun Hei Reginald Chau Hoi Wah | 15-21 | 12-21 |       |
| 10 Déc | Zhang Nan Zhao Yunlei         | 2-0     | Chris Adcock Gabrielle Adcock      | 21-17 | 21-18 |       |
| 10 Déc | Tontowi Ahmad Liliyana Natsir | 0-2     | Lee Chun Hei Reginald Chau Hoi Wah | 14-21 | 17-21 |       |
| 11 Déc | Zhang Nan Zhao Yunlei         | forfait | Tontowi Ahmad Liliyana Natsir      |       |       |       |
| 11 Déc | Chris Adcock Gabrielle Adcock | 2-1     | Lee Chun Hei Reginald Chau Hoi Wah | 21-19 | 16-21 | 21-19 |

### Groupe B
| Athlètes                                    | Pts | J | G | P | S+ | S- | P+  | P-  |
| ------------------------------------------- | --- | - | - | - | -- | -- | --- | --- |
| Ko Sung-hyun Kim Ha-na                      | 3   | 3 | 3 | 0 | 6  | 3  | 175 | 177 |
| Praveen Jordan Debby Susanto                | 2   | 3 | 2 | 1 | 5  | 2  | 142 | 117 |
| Liu Cheng Bao Yixin                         | 1   | 3 | 1 | 2 | 3  | 5  | 151 | 147 |
| Joachim Fischer Nielsen Christinna Pedersen | 0   | 3 | 0 | 3 | 2  | 6  | 138 | 165 |

| Date   |                                             | Score |                                             | Set 1 | Set 2 | Set 3 |
| ------ | ------------------------------------------- | ----- | ------------------------------------------- | ----- | ----- | ----- |
| 9 Déc  | Ko Sung-hyun Kim Ha-na                      | 2-1   | Joachim Fischer Nielsen Christinna Pedersen | 19-21 | 21-19 | 24-22 |
| 9 Déc  | Liu Cheng Bao Yixin                         | 0-2   | Praveen Jordan Debby Susanto                | 18-21 | 17-21 |       |
| 10 Déc | Liu Cheng Bao Yixin                         | 2-1   | Joachim Fischer Nielsen Christinna Pedersen | 17-21 | 21-17 | 21-12 |
| 10 Déc | Ko Sung-hyun Kim Ha-na                      | 2-1   | Praveen Jordan Debby Susanto                | 21-18 | 14-21 | 21-19 |
| 11 Déc | Liu Cheng Bao Yixin                         | 1-2   | Ko Sung-hyun Kim Ha-na                      | 18-21 | 21-13 | 18-21 |
| 11 Déc | Joachim Fischer Nielsen Christinna Pedersen | 0-2   | Praveen Jordan Debby Susanto                | 8-21  | 18-21 |       |

### Tableau Final
|  |                                    |                               |                        |            |            |    |    |        |        |        |        |        |
|  | 1/2 finale                         | 1/2 finale                    | 1/2 finale             | 1/2 finale | 1/2 finale |    |    | Finale | Finale | Finale | Finale | Finale |
|  |                                    |                               |                        |            |            |    |    |        |        |        |        |        |
|  |                                    |                               |                        |            |            |    |    |        |        |        |        |        |
|  | Chris Adcock Gabrielle Adcock      |                               | 21                     | 22         |            |    |    |        |        |        |        |        |
|  | Chris Adcock Gabrielle Adcock      |                               |                        |            |            |    |    |        |        |        |        |        |
|  | Praveen Jordan Debby Susanto       |                               | 17                     | 20         |            |    |    |        |        |        |        |        |
|  | Praveen Jordan Debby Susanto       | Chris Adcock Gabrielle Adcock | 17                     | 20         |            | 21 | 21 |        |        |        |        |        |
|  |                                    |                               |                        |            |            | 21 | 21 |        |        |        |        |        |
|  |                                    |                               | Ko Sung-hyun Kim Ha-na | (3)        | 14         | 17 |    |        |        |        |        |        |
|  | Lee Chun Hei Reginald Chau Hoi Wah |                               | Ko Sung-hyun Kim Ha-na | (3)        | 14         | 17 | 15 | 22     | 12     |        |        |        |
|  | Lee Chun Hei Reginald Chau Hoi Wah |                               |                        |            |            |    | 15 | 22     | 12     |        |        |        |
|  | Ko Sung-hyun Kim Ha-na             | (3)                           | 21                     | 20         | 21         |    |    |        |        |        |        |        |
|  | Ko Sung-hyun Kim Ha-na             | (3)                           | 21                     | 20         | 21         |    |    |        |        |        |        |        |